# Abacetus amplithorax
Abacetus amplithorax es una especie de escarabajo terrestre de la subfamilia Pterostichinae.  Fue descrita por Straneo en 1940 y es una especie endémica de Santo Tomé y Príncipe. 